# Heidi Kackur
Heidi Kackur, född 31 oktober 1978 i Vörå, är en finlandssvensk före detta fotbollsspelare som spelade som anfallare.
Kackur spelade 48 landskamper för Finland och gjorde 12 mål. Hon gjorde sista landskamp den 15 juni 2005.

## Klubbar
- Kopparbergs/Göteborg FC (Sverige)
- Malmö FF (Sverige)
- FC United (Finland)
- Hellnäs BK (Finland)